# Uwe Schmidt (Politiker, 1947)

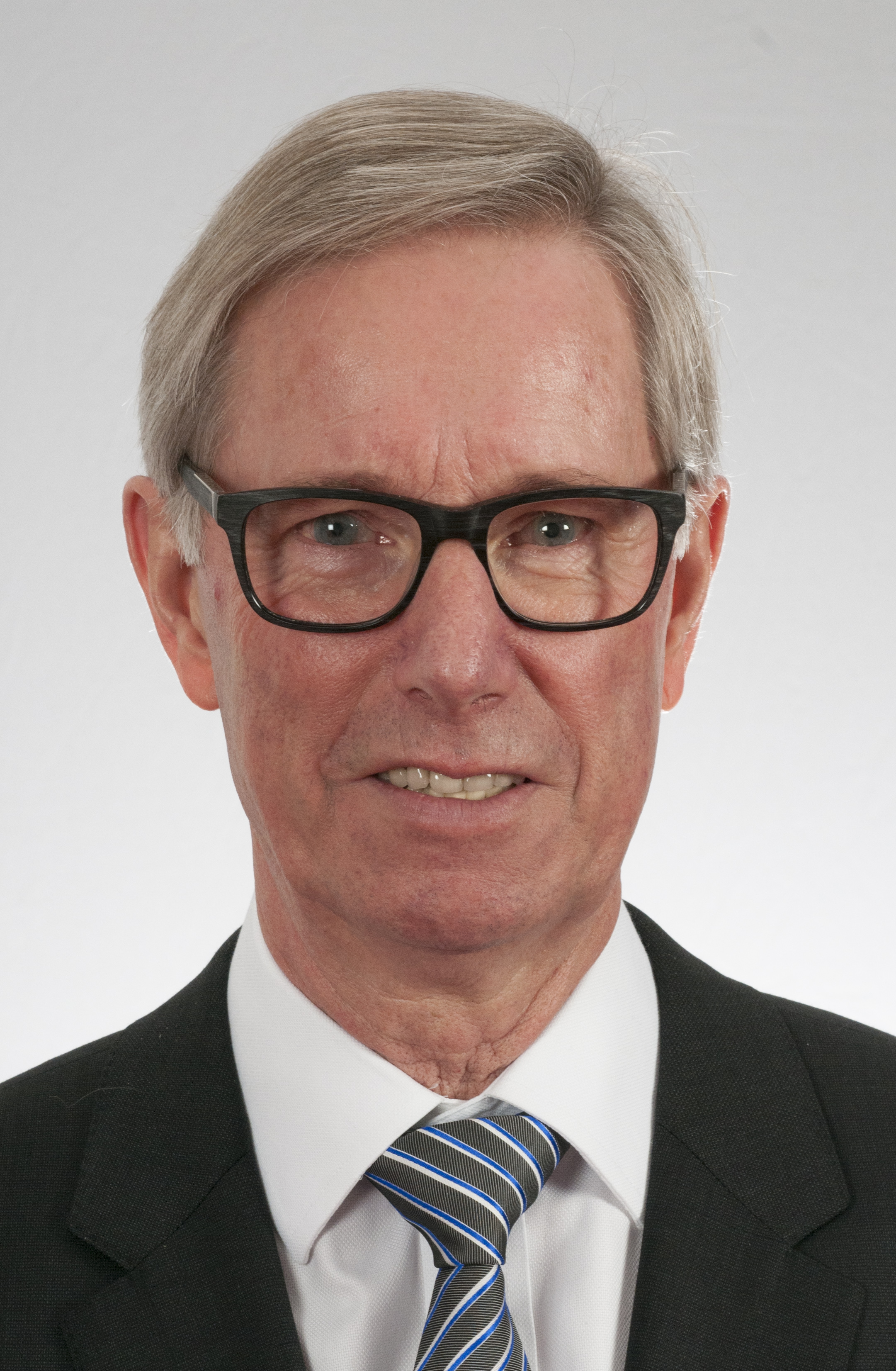
Uwe Schmidt, 2016

Uwe Schmidt (* 20. Mai 1947  in Emden) ist ein deutscher Politiker (SPD) und ehemaliger Landtagsabgeordneter in Brandenburg.
Uwe Schmidt absolvierte nach dem Schulbesuch eine Ausbildung zum Großhandelskaufmann. Beruflich war er im Bereich der öffentlichen Banken tätig, zuletzt bis zum Jahr 2012 als Vorstandsvorsitzender der Kreissparkasse Prenzlau und der Sparkasse Uckermark.
Schmidt trat im Jahr 1972 in die SPD ein. Er war in den Jahren 2009 bis 2014 Vorsitzender des Ortsvereins Prenzlau. Er gehörte von 2014 bis 2015 der Stadtverordnetenversammlung von Prenzlau an. Er sitzt seit dem Jahr 2014 im Kreistag des Landkreises Uckermark.
Bei der Landtagswahl in Brandenburg 2014 errang er das Direktmandat im Landtagswahlkreis Uckermark I.